# Kampagne um die Salomonen
Südliche Salomonen

1942

Tulagi –
Guadalcanal

1943

Operation I –
Operation Vengeance –
Operation SO und SE
Zentral-Salomonen

1943

New Georgia –
Kula-Golf –
Kolombangara –
Vella-Golf –
Dogeared –
Vella Lavella –
Operation SE
Nördliche Salomonen

1943–1945

Treasury-Inseln –
Choiseul –
Kaiserin-Augusta-Bucht –
Bougainville –
Green Islands
Die Kampagne um die Salomonen war ein großer Feldzug im Pazifikkrieg während des Zweiten Weltkriegs. Die Schlachten auf den Inseln umfassten fast den kompletten Zeitraum des Krieges. Sie begannen im Januar 1942 mit der Landung der Japaner im Norden von Neubritannien und endeten schließlich mit der Kapitulation der Japaner im August 1945 auf Bougainville.

## Vorgeschichte
Nachdem Japan mit dem Angriff auf Pearl Harbor und dem gleichzeitigen Anlanden von Truppen im Südostasiatischen Raum den Krieg eröffnet hatte, weiteten sie ihr Einflussgebiet stetig nach Osten aus. Es ging nicht nur darum Besitztümer zu erobern, sondern die natürlichen Ressourcen der eingenommenen Länder auszubeuten und strategische Militärbasen zu errichten, um die weit entfernten japanischen Hauptinseln und das neu gewonnene Imperium zu verteidigen.
Eines der wichtigsten japanischen Ziele war, einen effektiven Verteidigungsgürtel von Britisch-Indien im Westen durch Niederländisch-Indien im Süden und zu Inselbasen im Süd- und Zentralpazifik als südöstliche Verteidigungslinie zu errichten.

## Landungen der Japanischen Streitkräfte
Im Osten wurde dazu die Operation R gestartet, bei der im Januar 1942 die Stadt und der Hafen von Rabaul auf Neubritannien erobert wurde. Für die Japaner war Rabaul in der Folge der wichtigste Außenposten in Südostasien. Im März und April besetzten japanische Streitkräfte einen Flugplatz in Buka im Norden von Bougainville und begannen mit dem Bau eines Flugplatzes (→ Operation BO). Kurz darauf wurde ebenfalls ein Flugplatz sowie ein Marinestützpunkt in Buin im Süden von Bougainville errichtet.
Nach der Besetzung begannen die japanischen Streitkräfte unverzüglich mit dem Ausbau mehrerer Marine- und Luftwaffenstützpunkte mit dem Ziel die Flanke des Angriffes auf Neuguinea zu schützen und eine Verteidigungslinie für den japanischen Hauptstützpunkt Rabaul, das stark befestigt wurde, zu errichten. Außerdem sollten die Versorgungslinien zwischen den USA und Australien mit Neuseeland unterbrochen werden.
Im April 1942 initiierten die japanische Armee und Marine gemeinsam die Operation MO, einen gemeinsamen Plan zur Eroberung von Port Moresby in Neuguinea. Ebenfalls Teil des Plans war eine Marineoperation zur Eroberung von Tulagi in den südlichen Salomonen. Das Ziel der Operation war für die Japaner, ihren südlichen Verteidigungsbereich zu erweitern und Stützpunkte zu errichten, um mögliche zukünftige Fortschritte zu unterstützen.
Um das zu verhindern, begannen die US-Streitkräfte nach dem Sieg in der Schlacht um Midway mit einer Gegenoffensive und landeten am 7. August 1942 auf der Insel Guadalcanal. In der Folge landeten die US-Streitkräfte unterstützt von Streitkräften aus Australien und Neuseeland auf weiteren Salomonen-Inseln um den befestigten Platz Rabaul zu isolieren. In einem Zermürbungsfeldzug fügten die Alliierten den japanischen Streitkräften schwere, unersetzliche Verluste zu. Auf einigen Salomonen-Inseln und nicht angegriffenen Stützpunkten verteidigten sich japanische Kräfte noch bis zum Kriegsende, während die Schlacht um die Salomonen sich zur Schlacht um Neuguinea entwickelte.

## Südliche Salomonen

### Tulagi
→ Hauptartikel: Japanische Invasion von Tulagi (Operation SN)
Am 3. Mai 1942 konnten japanische Einheiten mit Teilen der 3. Kure-Speziallandungseinheit unter dem Kommando von Generalmajor Horii Tomitarō die Salomonen-Insel Tulagi einnehmen.

### Guadalcanal
→ Hauptartikel: Schlacht um Guadalcanal (Operation Watchtower)
Im Frühsommer weiteten die Japaner ihr Gebiet dann auch auf Guadalcanal aus und begannen einen kleinen Luftwaffenstützpunkt in der Nähe von Honiara zu errichten, genannt Lunga Point.
In der Nacht zum 7. August 1942 brachte die Task Force 61 unter Vizeadmiral Frank Jack Fletcher rund 19.000 amerikanische Marineinfanteristen in Stellung und landete auf Guadalcanal und auf der etwas nördlich gelegenen, kleineren Insel Tulagi. Die hart umkämpfte Schlacht um Guadalcanal dauerte bis zum 9. Februar 1943.

### Operation I
Zwischen dem 7. und 15. April 1943 wurden durch die japanische 11. Luftflotte und von Trägerflugzeugen der 3. Flotte Angriffe gegen die Insel Guadalcanal und gegen Port Moresby, die Oro Bay und die Milne Bay im Südosten Neuguineas durchgeführt.

### Operation Vengeance
Die Operation Vengeance war ein von den Amerikanern gestartetes Unternehmen auf den Salomonen. Es fand am 18. April 1943 statt und führte zum Tod des japanischen Admirals Yamamoto Isoroku. Eine Staffel Langstreckenjäger, die vom amerikanischen Luftwaffenstützpunkt Henderson Field auf Guadalcanal startete, schoss den auf Bougainville anfliegenden Bomber mit dem japanischen Admiral an Bord nahe dem Flugfeld von Buin ab.

### Operation SO und SE
Offensivattacken der kaiserlich japanischen Streitkräfte am 7., 12. und 16. Juni 1943 auf US-amerikanische Stützpunkte auf den Russell-Inseln und im Gebiet rund um Guadalcanal um die Offensive der Alliierten im Nordwesten entlang der Kette der Salomonen-Inselgruppe zu verlangsamen oder zu unterbinden.

## Zentrale Salomonen

### New Georgia (Operation Toenails)
Als Teil der Operation Cartwheel landeten amerikanische Einheiten zwischen dem 20. Juni und 25. August 1943 auf Inseln des New-Georgia-Archipels. Das Hauptaugenmerk lag dabei auf der Hauptinsel New Georgia, auf der die Japaner bei Munda Point ein strategisch wichtiges Flugfeld angelegt hatten. Die Landungen begannen dort am 2. Juli.

### Kula-Golf
In der Nacht vom 5. auf den 6. Juli 1943 sollten Verstärkungstruppen des japanischen Heeres nach Vila auf Kolombangara gebracht werden. Im Kula-Golf in der Nähe von New Georgia kam es dabei zu einer Seeschlacht mit amerikanischen Schiffen.

### Kolombangara
Bei einer weiteren Fahrt des Tokyo Express zur Anlandung von Truppenverstärkungen in der Nacht vom 12. auf den 13. Juli 1943 vor Kolombangara kam es wiederum zu einem Seegefecht mit amerikanischen Schiffen.

### Vella-Golf
Eine Seeschlacht im Rahmen des Feldzuges zur Rückeroberung der New-Georgia-Inselgruppe fand zwischen den Inseln Vella Lavella und Kolombangara in der Nacht vom 6. auf den 7. August 1943 statt.

### Einnahme von Vella Lavella (Operation Dogeared)
Im Morgengrauen des 15. August 1943 landeten US-amerikanische Truppen auf Vella Lavella. Die Kämpfe mit den japanischen Einheiten dauerten bis zum 9. Oktober des Jahres an.

### Seeschlacht bei Vella Lavella
Nach der verlorenen Schlacht um die Insel Vella Lavella begannen die Japaner mit der Evakuierung ihrer Truppen. Dabei kam es in der Nacht vom 6. auf den 7. Oktober 1943 zu einer Seeschlacht mit amerikanischen Schiffen. Trotz einiger Verluste konnten die Japaner ihre Evakuierungsmission erfolgreich fortsetzen.

### Operation SE
Vom 25. September an begannen die Japaner unter dem Druck der alliierten Streitkräfte mit der Evakuierung ihrer Truppen von den Inseln Kolombangara und Vella Lavella. Die Operation SE dauerte bis zum 7. Oktober 1943.

## Nördliche Salomonen

### Treasury-Inseln (Operation Goodtime)
Landung alliierter Streitkräfte Neuseelands und der Vereinigten Staaten auf den Treasury-Inseln am 27. Oktober 1943.

### Choiseul (Operation Blissful)
Landung US-amerikanischer Streitkräfte auf der Insel Choiseul am 27. Oktober 1943.

### Kaiserin-Augusta-Bucht
Am 1. November begann mit einer Landung der 1st Marine Division der US-Marines in der Kaiserin-Augusta-Bucht  die Operation Cherryblossom auf der Westseite der Insel Bougainville. In der Nacht vom 1. auf den 2. November versuchte eine japanische Flotte die Landungsaktion zu verhindern. Der Angriff konnte jedoch abgewehrt werden.

### Bougainville
.Die Kampfhandlungen, bei denen die alliierten Einheiten der Vereinigten Staaten, Australiens und Neuseelands gegen die Truppen des Japanischen Kaiserreichs um die Einnahme der Insel Bougainville kämpften, begannen mit den amerikanischen Landungen am Kap Torokina am 1. November 1943 und endeten mit der Kapitulation der japanischen Streitkräfte gegenüber den australischen Einheiten auf Bougainville am 21. August 1945.

### Green Islands (Operation Squarepeg)
Die neuseeländische 3. Division landete am 15. Februar 1944 auf den  Green Islands, die bis zum 27. Februar von den sich dort befindenden japanischen Einheiten befreit wurden.